# Захаров, Василий Михайлович (Герой Социалистического Труда)
Василий Михайлович Захаров (1893—1968) — бригадир полеводческой бригады совхоза «Сибиряк» Министерства совхозов СССР Тулунского района Иркутской области, Герой Социалистического Труда (1948).

## Биография
Родился в городе Ишим Уральской области. Участвовал в Первой Мировой войне — в 1915 году был призван в Сибирский саперный полк, в 1917 году был уволен в запас. Участник Гражданской войны. В 1917—1918 году работал сапожником.
С 1931 по 1950 годы работал бригадиром полеводческой бригады в известном на всю Иркутскую область совхозе «Сибиряк». В годы Великой Отечественной войны работал трактористом.

### Награды и звания
Указом Президиума Верховного Совета СССР от 6 июня 1945 года был награждён медалью «За доблестный труд в Великой Отечественной войне 1941—1945 г.г.».
Указом Президиума Верховного Совета СССР от 3 мая 1948 года Захарову Василию Михайловичу, бригадиру семеноводческой бригады совхоза «Сибиряк», получившему урожай ржи 81,2 центнера с гектара на площади 22 гектара, было присвоено звание Героя Социалистического Труда с вручением ордена Ленина и золотой медали «Серп и Молот».